# Сан Франсиско дел Ринкон (Сан Франсиско дел Ринкон, Гванахуато)
Сан Франсиско дел Ринкон (шп. San Francisco del Rincón) насеље је у Мексику у савезној држави Гванахуато у општини Сан Франсиско дел Ринкон. Насеље се налази на надморској висини од 1756 м.

## Становништво
Према подацима из 2010. године у насељу је живело 71139 становника.

### Хронологија
| Година       | 2000                  | 2005                  | 2010                  |
| ------------ | --------------------- | --------------------- | --------------------- |
| Становништво | 65183 (31712 / 33471) | 68282 (33082 / 35200) | 71139 (34405 / 36734) |

### Попис
| \| \| м \| \| \| ж \| \| 0—2 \| 2.073 \| \| \| 2.005 \| \| 3—5 \| 2.181 \| \| \| 2.189 \| \| 6—11 \| 4.574 \| \| \| 4.440 \| \| 12—14 \| 2.247 \| \| \| 2.226 \| \| 15—17 \| 2.190 \| \| \| 2.231 \| \| 18—24 \| 4.596 \| \| \| 4.752 \| \| 60+ \| 2.499 \| \| \| 3.068 \| \| Просек : \| 27,6 \| \| \| 28,9 \| |       |  |  |       |
| |       |  |  |       |
| | м     |  |  | ж     |
| 0—2 | 2.073 |  |  | 2.005 |
| 3—5 | 2.181 |  |  | 2.189 |
| 6—11 | 4.574 |  |  | 4.440 |
| 12—14 | 2.247 |  |  | 2.226 |
| 15—17 | 2.190 |  |  | 2.231 |
| 18—24 | 4.596 |  |  | 4.752 |
| 60+ | 2.499 |  |  | 3.068 |
| Просек : | 27,6  |  |  | 28,9  |

| #   | Индикатор                                                                                        | Вредност |
| --- | ------------------------------------------------------------------------------------------------ | -------- |
| 1   | Становништво од 0 до 2 године                                                                    | 4078     |
| 2   | Мушко становништво од 0 до 2 године                                                              | 2073     |
| 3   | Женско становништво од 0 до 2 године                                                             | 2005     |
| 4   | Становништво са 3 и више година                                                                  | 66220    |
| 5   | Мушко становништво са 3 и више година                                                            | 31913    |
| 6   | Женско становништво са 3 и више година                                                           | 34307    |
| 7   | Становништво са 5 и више година                                                                  | 63301    |
| 8   | Мушко становништво са 5 и више година                                                            | 30446    |
| 9   | Женско становништво са 5 и више година                                                           | 32855    |
| 10  | Становништво са 12 и више година                                                                 | 52836    |
| 11  | Мушко становништво са 12 и више година                                                           | 25158    |
| 12  | Женско становништво са 12 и више година                                                          | 27678    |
| 13  | Становништво са 15 и више година                                                                 | 48363    |
| 14  | Мушко становништво са 15 и више година                                                           | 22911    |
| 15  | Женско становништво са 15 и више година                                                          | 25452    |
| 16  | Становништво са 18 и више година                                                                 | 43942    |
| 17  | Мушко становништво са 18 и више година                                                           | 20721    |
| 18  | Женско становништво са 18 и више година                                                          | 23221    |
| 19  | Становништво од 3 до 5 година                                                                    | 4370     |
| 20  | Мушко становништво од 3 до 5 година                                                              | 2181     |
| 21  | Женско становништво од 3 до 5 година                                                             | 2189     |
| 22  | Становништво од 6 до 11 година                                                                   | 9014     |
| 23  | Мушко становништво од 6 до 11 година                                                             | 4574     |
| 24  | Женско становништво од 6 до 11 година                                                            | 4440     |
| 25  | Становништво од 8 до 14 година                                                                   | 10506    |
| 26  | Мушко становништво од 8 до 14 година                                                             | 5319     |
| 27  | Женско становништво од 8 до 14 година                                                            | 5187     |
| 28  | Становништво од 12 до 14 година                                                                  | 4473     |
| 29  | Мушко становништво од 12 до 14 година                                                            | 2247     |
| 30  | Женско становништво од 12 до 14 година                                                           | 2226     |
| 31  | Становништво од 15 до 17 година                                                                  | 4421     |
| 32  | Мушко становништво од 15 до 17 година                                                            | 2190     |
| 33  | Женско становништво од 15 до 17 година                                                           | 2231     |
| 34  | Становништво од 18 до 24 године                                                                  | 9348     |
| 35  | Мушко становништво од 18 до 24 године                                                            | 4596     |
| 36  | Женско становништво од 18 до 24 године                                                           | 4752     |
| 37  | Женско становништво од 15 до 49 година                                                           | 19628    |
| 38  | Становништво са 60 и више година                                                                 | 5567     |
| 39  | Мушко становништво са 60 и више година                                                           | 2499     |
| 40  | Женско становништво са 60 и више година                                                          | 3068     |
| 41  | Однос између мушкараца и жена                                                                    | 93.66    |
| 42  | Становништво од нуле до 14 година                                                                | 21935    |
| 43  | Становништво од 15 до 64 године                                                                  | 44566    |
| 44  | Становништво од 65 година и више                                                                 | 3797     |
| 45  | Просечан број деце                                                                               | 2.43     |
| 46  | Становништво рођено у ентитету                                                                   | 62240    |
| 47  | Мушко становништво рођено у ентитету                                                             | 30098    |
| 48  | Женско становништво рођено у ентитету                                                            | 32142    |
| 49  | Становништво рођено у другом ентитету                                                            | 7263     |
| 50  | Мушко становништво рођено у другом ентитету                                                      | 3484     |
| 51  | Женско становништво рођено у другом ентитету                                                     | 3779     |
| 52  | Становништво од 5 година и више резидентно у ентитету у јуну 2005. године                        | 61423    |
| 53  | Мушко становништво старосног доба од 5 година и више, резидентно у ентитету у јуну 2005. године  | 29391    |
| 54  | Женско становништво старосног доба од 5 и више година, резидентно у ентитету у јуну 2005. године | 32032    |
| 55  | Становништво од 5 година и више које је живело у другом ентитету у јуну 2005. године             | 1024     |
| 56  | Мушко становништво старије од 5 година које је живело у другом ентитету у јуну 2005. године      | 521      |
| 57  | Женско становништво старије од 5 година које је живело у другом ентитету у јуну 2005. године     | 503      |
| 58  | Становништво од 3 године и више које говори аутохтони језик                                      | 174      |
| 59  | Мушко становништво старо 3 године и више које говори аутохтони језик                             | 110      |
| 60  | Женско становништво старо 3 године и више које говори аутохтони језик                            | 64       |
| 61  | Становништво од 3 године и више које говори аутохтони језик и не говори шпански језик            | 0        |
| 62  | Мушко становништво старо 3 године и више које говори аутохтони језик и не говори шпански         | 0        |
| 63  | Женско становништво старо 3 године и више које говори аутохтони језик и не говори шпански језик  | 0        |
| 64  | Становништво старо 3 године и више које говори аутохтони језик и шпански                         | 105      |
| 65  | Мушко становништво старо 3 године и више које говори аутохтони језик и шпански                   | 69       |
| 66  | Женско становништво старо 3 године и више које говори аутохтони језик и шпански                  | 36       |
| 67  | Становништво од 5 година и више које говори аутохтони језик                                      | 170      |
| 68  | Становништво од 5 година и више које говори аутохтони језик и не говори шпански језик            | 0        |
| 69  | Становништво од 5 година и више које говори аутохтони језик и говори шпански језик               | 103      |
| 70  | Становништво у домородачким домаћинствима                                                        | 349      |
| 71  | Становништво са ограничењима у активностима                                                      | 2717     |
| 72  | Становништво са ограниченим ходањем или кретањем, горе или доле                                  | 1585     |
| 73  | Становници са ограничењима вида, чак и уз кориштење сочива                                       | 643      |
| 74  | Становништво са ограничењима говора, комуникације или конверзације                               | 280      |
| 75  | Становништво са ограниченим слухом                                                               | 291      |
| 76  | Становништво са ограничењима при одевању, купању или јелу                                        | 199      |
| 77  | Становништво са ограничењима у опажању или учењу једноставних ствари                             | 224      |
| 78  | Становништво са менталним ограничењима                                                           | 326      |
| 79  | Становништво без ограничења активности                                                           | 67276    |
| 80  | Становништво од 3 до 5 година које не похађа школу                                               | 2184     |
| 81  | Мушко становништво од 3 до 5 година које не похађа школу                                         | 1085     |
| 82  | Женско становништво од 3 до 5 година које не похађа школу                                        | 1099     |
| 83  | Становништво од 6 до 11 година које не похађа школу                                              | 278      |
| 84  | Мушко становништво од 6 до 11 година које не похађа школу                                        | 145      |
| 85  | Женско становништво од 6 до 11 година које не похађа школу                                       | 133      |
| 86  | Становништво од 12 до 14 година које не похађа школу                                             | 785      |
| 87  | Мушко становништво од 12 до 14 година које не похађа школу                                       | 416      |
| 88  | Женско становништво од 12 до 14 година које не похађа школу                                      | 369      |
| 89  | Становништво од 15 до 17 година похађа школу                                                     | 2361     |
| 90  | Мушко становништво од 15 до 17 година похађа школу                                               | 1110     |
| 91  | Женско становништво између 15 и 17 година живота у школи                                         | 1251     |
| 92  | Становништво од 18 до 24 године похађа школу                                                     | 1911     |
| 93  | Мушко становништво од 18 до 24 године похађа школу                                               | 916      |
| 94  | Женско становништво од 18 до 24 године похађа школу                                              | 995      |
| 95  | Становништво од 8 до 14 година које не може да чита и пише                                       | 294      |
| 96  | Мушко становништво старосног доба од 8 до 14 година које не може да чита и пише                  | 170      |
| 97  | Женско становништво старосног доби од 8 до 14 година које не може да чита и пише                 | 124      |
| 98  | Становништво од 15 година и више које је неписмено                                               | 2512     |
| 99  | Мушко становништво од 15 година и више које је неписмено                                         | 866      |
| 100 | Женско становништво од 15 година и више које је неписмено                                        | 1646     |
| 101 | Становништво старо 15 и више година без школовања                                                | 2607     |
| 102 | Мушко становништво старо 15 и више година без школовања                                          | 993      |
| 103 | Женско становништво старо 15 и више година без школовања                                         | 1614     |
| 104 | Становништво старосног доба 15 и више година са непотпуним основним образовањем                  | 6903     |
| 105 | Мушко становништво старосног доба од 15 година и више са непотпуном основним образовањем         | 3032     |
| 106 | Женско становништво старосног доба 15 и више година са непотпуном основним образовањем           | 3871     |
| 107 | Становништво старо 15 и више година са комплетним основним образовањем                           | 13987    |
| 108 | Мушко становништво старо 15 година и више са комплетним основним образовањем                     | 6767     |
| 109 | Женско становништво старо 15 и више година са комплетним основним образовањем                    | 7220     |
| 110 | Становништво старосног доба 15 и више година са непотпуним средњим образовањем                   | 3170     |
| 111 | Мушко становништво старосног доба од 15 година и више са непотпуним средњим образовањем          | 1784     |
| 112 | Женско становништво старосног доба од 15 година и више са непотпуним средњим образовањем         | 1386     |
| 113 | Становништво старо 15 и више година са пуним секундарном образовањем                             | 8393     |
| 114 | Мушко становништво старосног доба од 15 година и више са пуним секундарном образовањем           | 4019     |
| 115 | Женско становништво старосног доба од 15 година и више са пуним секундарном образовањем          | 4374     |
| 116 | Становништво старије од 18 година са постосновним образовањем                                    | 11833    |
| 117 | Мушко становништво старије од 18 година са постосновним образовањем                              | 5731     |
| 118 | Женско становништво старије од 18 година са постосновним образовањем                             | 6102     |
| 119 | Просечна оцена школовања                                                                         | 7.84     |
| 120 | Просечан ниво образовања мушке популације                                                        | 8        |
| 121 | Просечан ниво образовања женског становништва                                                    | 7.69     |
| 122 | Економски активно становништво                                                                   | 31878    |
| 123 | Економски активна мушка популација                                                               | 19693    |
| 124 | Економски активна женска популација                                                              | 12185    |
| 125 | Становништво које није економски активно                                                         | 20764    |
| 126 | Мушко становништво које није економски активно                                                   | 5373     |
| 127 | Женско становништво које није економски активно                                                  | 15391    |
| 128 | Запослено становништво                                                                           | 31229    |
| 129 | Запослено мушко становништво                                                                     | 19191    |
| 130 | Запослено женско становништво                                                                    | 12038    |
| 131 | Незапослена популација                                                                           | 649      |
| 132 | Незапослена мушка популација                                                                     | 502      |
| 133 | Незапослена женска популација                                                                    | 147      |
| 134 | Становништво без права на здравствене услуге                                                     | 22470    |
| 135 | Становништво које има право на здравствене услуге                                                | 47716    |
| 136 | Становништво које има право на ИМСС                                                              | 22956    |
| 137 | Становништво које има право на социјално осигурање                                               | 3098     |
| 138 | Становништво које има право на државно социјално осигурање                                       | 66       |
| 139 | Становништво које има право на опште осигурање или здравствено осигурање за нову генерацију      | 20402    |
| 140 | Становништво које је било једном или није било у браку током 12 година и више                    | 19791    |
| 141 | Венчано или уједињено становништво од 12 година и више                                           | 28792    |
| 142 | Становништво које је било у браку или уједињено 12 година и више                                 | 4183     |
| 143 | Становништво са католичком религијом                                                             | 65981    |
| 144 | Протестанти, еванђелисти и библијски следбеници различити од еванђелиста                         | 3023     |
| 145 | Становништво са другим религијама различитим од претходних                                       | 67       |
| 146 | Становништво без религије                                                                        | 924      |
| 147 | Укупно пописаних домаћинства                                                                     | 15859    |
| 148 | Пописна домаћинства на челу са мушкарцима                                                        | 12336    |
| 149 | Пописна домаћинства на челу са женама                                                            | 3523     |
| 150 | Становништво у пописним домаћинствима                                                            | 70234    |
| 151 | Становништво у пописним домаћинствима на челу са мушкарцима                                      | 56219    |
| 152 | Становништво у пописним домаћинствима на челу са женама                                          | 14015    |
| 153 | Укупно домаћинстава                                                                              | 19376    |
| 154 | Укупно насељених домаћинстава                                                                    | 16137    |
| 155 | Укупно приватних кућа                                                                            | 19098    |
| 156 | Насељени приватни домови                                                                         | 15859    |
| 157 | Укупно насељених приватних кућа                                                                  | 16133    |
| 158 | Ненасељене приватне куће                                                                         | 2790     |
| 159 | Појединачна домаћинства за привремену употребу                                                   | 449      |
| 160 | Становници у насељеним приватним кућама                                                          | 70234    |
| 161 | Насељеност станара у приватним становима                                                         | 4.43     |
| 162 | Просечно становника по соби у приватним насељеним домаћинствима                                  | 1.05     |
| 163 | Појединачна домаћинства са подовима од различитих материјала од земље                            | 15432    |
| 164 | Појединачна домаћинства у приземљу                                                               | 373      |
| 165 | Појединачна домаћинства са једном спаваћом собом                                                 | 3695     |
| 166 | Појединачна домаћинства са две спаваће собе и више                                               | 12113    |
| 167 | Појединачна домаћинства са једним собом                                                          | 487      |
| 168 | Појединачна домаћинства са две собе                                                              | 1729     |
| 169 | Појединачна домаћинства са 3 собе и више                                                         | 13559    |
| 170 | Појединачна домаћинства која имају електрично светло                                             | 15781    |
| 171 | Појединачна домаћинства која немају електрично светло                                            | 35       |
| 172 | Појединачна домаћинства која имају водоводну воду у стамбеном простору                           | 15613    |
| 173 | Појединачна домаћинства која немају водоводну воду у стамбеном простору                          | 182      |
| 174 | Појединачна домаћинства која имају тоалет                                                        | 15749    |
| 175 | Појединачна домаћинства која имају канализацију                                                  | 15733    |
| 176 | Појединачна домаћинства која немају канализацију                                                 | 55       |
| 177 | Појединачна домаћинства која имају електрично светло, довод воде из јавне мреже и канализацију   | 15523    |
| 178 | Појединачна домаћинства без икаквих услова                                                       | 72       |
| 179 | Појединачна домаћинства која имају радио                                                         | 12942    |
| 180 | Појединачна домаћинства која имају телевизор                                                     | 15431    |
| 181 | Појединачна домаћинства која имају фрижидер                                                      | 14321    |
| 182 | Појединачна домаћинства која имају машину за веш                                                 | 13692    |
| 183 | Појединачна домаћинства која имају аутомобил или комби                                           | 8764     |
| 184 | Појединачна домаћинства која имају рачунар                                                       | 4721     |
| 185 | Појединачна домаћинства која имају фиксну телефонску линију                                      | 8068     |
| 186 | Појединачна домаћинства која имају мобилни телефон                                               | 10759    |
| 187 | Појединачна домаћинства која имају приступ интернету                                             | 3390     |
| 188 | Величина локације                                                                                | 10       |